# Tugimaantee 85
De Tugimaantee 85 is een secundaire weg in Estland. De weg loopt van Liiapeksi naar Loksa en is 15,5 kilometer lang. 